# Osasco
Osasco är en stad och kommun i Brasilien i delstaten São Paulo. Staden ingår i São Paulos storstadsområde. Kommunen hade år 2015 cirka 700 000 invånare. Osasco blev en egen kommun den 19 februari 1962, från att tidigare tillhört São Paulo.